# Enak Gavaggio
Enak Gavaggio (Ambilly, 4 de mayo de 1976) es un deportista francés que compitió en esquí acrobático, especialista en la prueba de campo a través.
Ganó una medalla de bronce en el Campeonato Mundial de Esquí Acrobático de 2007. Adicionalmente, consiguió siete medallas en los X Games de Invierno.
Participó en los Juegos Olímpicos de Vancouver 2010, ocupando el quinto lugar en su especialidad.

## Medallero internacional
| Campeonato Mundial | Campeonato Mundial            | Campeonato Mundial | Campeonato Mundial |
| Año                | Lugar                         | Medalla            | Prueba             |
| ------------------ | ----------------------------- | ------------------ | ------------------ |
| 2007               | Madonna di Campiglio (Italia) | Medalla de bronce  | Campo a través     |

| X Games de Invierno | X Games de Invierno            | X Games de Invierno | X Games de Invierno |
| Año                 | Lugar                          | Medalla             | Prueba              |
| ------------------- | ------------------------------ | ------------------- | ------------------- |
| 1999                | Crested Butte (Estados Unidos) | Medalla de oro      | Campo a través      |
| 2001                | Mount Snow (Estados Unidos)    | Medalla de bronce   | Campo a través      |
| 2002                | Aspen (Estados Unidos)         | Medalla de bronce   | Campo a través      |
| 2002                | Aspen (Estados Unidos)         | Medalla de bronce   | Ultracross          |
| 2003                | Aspen (Estados Unidos)         | Medalla de bronce   | Campo a través      |
| 2005                | Aspen (Estados Unidos)         | Medalla de bronce   | Campo a través      |
| 2007                | Aspen (Estados Unidos)         | Medalla de bronce   | Campo a través      |